# Готье, Николя Иасент
Николя Йасент Готье (фр. Nicolas Hyacinthe Gautier; 1774—1809) — французский военный деятель, бригадный генерал (1805 год), барон (1808 год), участник революционных и наполеоновских войн. Имя генерала выбито на Триумфальной арке в Париже.

## Биография
Родился в семье Антуана Готье (фр. Antoine Joseph Gautier), сенешаля Лудеака и корреспондента комиссии по приёму доменов короля, и его супруги Анны Эдо (фр. Anne Louise Eudo).
Начал службу в сентябре 1792 года в роте волонтёров Лудеака, и был выбран сослуживцами лейтенантом. Служил в Северной, Мозельской и Рейнской армиях. В 1796 году присоединился к штабу генерала Демона в звании капитана. Участвовал в обороне Келя.
При переправе через Рейн 20 апреля 1797 года захватил ночью с своими гренадерами деревню Дирсхайм, и удерживал её от многочисленных вражеских атак. В ходе боя был ранен в руку, и потерял палец. Генерал Моро, чтобы отметить героя, отправил Готье в Париж с захваченными трофеями. В 1798 году переведён в Гельветическую армию. 25 сентября 1799 года он получил звание полковника штаба прямо на поле боя при Цюрихе и стал адъютантом Массена. Затем сражался с этим генералом в рядах Итальянской армии в 1799-1800 годах. Участвовал в обороне Генуи, где был ранен 11 мая 1800 года. В декабре 1801 года зачислен в штаб Южной обсервационной армии. 16 октября 1802 года приписан к 21-му военному округу.
Был женат на Магдалене Роберти Виттори (фр. Maria Magdalena Roberti Vittori; ок.1780—1849), от которой имел дочь Розали (фр. Rosalie Hyacinthe Désirée Gautier; 1804—1881) и сына Александра (фр. Alexandre Gautier; 1809—1874).
29 августа 1803 года был включён в штаб лагеря в Сент-Омере Армии Берегов Океана. 1 февраля 1805 года был повышен до бригадного генерала, и возглавил 2-ю бригаду в 3-й пехотной дивизии Гюдена в лагере Брюгге. Участвовал в рядах Великой Армии кампаниях в Австрии, Пруссии и Польше. Блестяще проявил себя в сражении при Ауэрштедте, где его бригада выдержала удар основных прусских сил, Готье был ранен. 11 декабря 1806 года одержал победу при Окунине.
25 октября 1808 года назначен начальником штаба 4-го армейского корпуса Армии Испании. В феврале 1809 года вернулся во Францию. 30 марта возглавил 3-ю бригаду 2-й пехотной дивизии Фриана 3-го армейского корпуса Армии Германии. 23 апреля стал начальником штаба 2-го корпуса маршала Ланна. Был смертельно ранен в сражении при Ваграме 6 июля и умер в Вене 14 июля 1809 года.

## Воинские звания
- Лейтенант (сентябрь 1792 года);
- Капитан (1796 год);
- Командир батальона (5 февраля 1799 года);
- Полковник штаба (25 сентября 1799 года, утверждён в чине 19 октября 1799 года);
- Бригадный генерал (1 февраля 1805 года).

## Титулы
- Барон Готье и Империи (фр. baron Gautier et de l'Empire; декрет от 19 марта 1808 года, патент подтверждён в мае 1808 года)[2].

## Награды
Легионер ордена Почётного легиона (11 декабря 1803 года)
 Офицер ордена Почётного легиона (14 июня 1804 года)